# مقاومة فيروس العوز المناعي البشري للأدوية
تحدث مقاومة فيروس العوز المناعي البشري للأدوية عندما يجعل التطور الصغري الفيروسات شديدة التحمل للعلاجات المضادة للفيروسات القهقرية. تنجح العلاجات المضادة للفيروسات القهقرية في تدبير العدوى بفيروس العوز المناعي البشري، ولكنّ عددًا من العوامل يسهم في تحور الفيروس ومقاومته. تحدث مقاومة الأدوية عندما تتطور الجماعات (المجموعات) الجرثومية أو الفيروسية لتصبح غير مستجيبة للأدوية التي كانت تتأثر بها في السابق. وفي حالة فيروس العوز المناعي البشري، عُرفت سلالات مقاومة للعلاج منذ عام 1989، وكانت مقاومة الأدوية سببًا رئيسًا في فشل العلاج. وفي حين أن معدل حدوث المقاومة على مستوى العالم يختلف كثيرًا من منطقة إلى أخرى، فقد حدثت زيادة عامة في المقاومة الكلية لفيروس العوز المناعي البشري للأدوية. يوجد نوعان من المقاومة، أولية ومُحرضَة، ويختلفان في الناحية السببية. أهم سبب للمقاومة عدم الالتزام بتفاصيل العلاج المحددة. وتشكل سلالات فيروس العوز المناعي البشرية المقاومة التي نشأت حديثًا مشكلة تهدد الصحة العامة لأنها تصيب عددًا أكبر بسبب صعوبة علاجها، وإمكانية انتشارها إلى الآخرين. لهذا السبب، تمثلت الاستجابة للعدد المتزايد من السلالات المقاوِمة بمحاولة زيادة فرص الحصول على العلاج وتنفيذ تدابير أخرى لإبقاء المصابين تحت الرعاية، بالإضافة إلى النظر في تطوير لقاح أو علاج لفيروس العوز المناعي البشرية.

## آليات المقاومة
يعتبر فيروس العوز المناعي البشرية مقاومًا عندما لا يستجيب للأدوية المعروفة. وبسبب عدم وجود علاج معروف لفيروس العوز المناعي البشري حاليًا، فإن التدبير يركز على تقليل الحِمل الفيروسي عند الفرد المصاب حتى يصبح الفيروس بمستويات غير قابلة للكشف وبذلك تخف الأعراض ويقل خطر عدوى الآخرين. تشكل مقاومة فيروس العوز المناعي البشرية للأدوية مشكلة لأنها تقلل من أدوية فيروس العوز المناعي البشرية الممكن استخدامها بسبب المقاومة المتصالبة. في المقاومة المتصالبة، تصبح فئة كاملة من الأدوية غير فعالة في خفض الحمل الفيروسي لفيروس العوز المناعي البشري عند المريض بعد أن يصبح الفيروس مقاومًا لأحد الأدوية في تلك الفئة، وذلك لأن جميع الأدوية في فئة معينة تشترك في آلية العمل. لذلك، فإن تطوير مقاومة لدواء واحد يحول دون استخدام جميع الأدوية التي تنتمي إلى فئته. يمكن إجراء اختبار دموي لتحديد الأدوية محتملة الفعالية قبل بدء العلاج أو في أثناء العلاج للتحقق من عدم تطور مقاومة.

### أنواع المقاومة

#### المقاومة المحرضة
المقاومة المُحرضة أحد نوعي المقاومة في فيروس العوز المناعي البشري. تشير المقاومة المحرضة إلى المقاومة التي تحدث نتيجة للعلاج الدوائي. فيروس العوز المناعي البشري فيروس قهقري يتكاثر بسرعة من خلال النسخ العكسي، المعروف بافتقاره آليات تصحيح الأخطاء، ما يؤدي إلى ارتفاع معدل حدوث الطفرات. وبالتالي فإن الطفرات التي تمنح ميزة بقاء انتقائية كبيرة لفيروس العوز المناعي البشري ستتكاثر سريعًا ضمن الفرد المصاب، ما يخلق سلالة جديدة مقاومة. تتراكم هذه الطفرات على مدى أجيال وفي الجماعات الفيروسية، ما يؤدي إلى تباين جيني كبير داخل جماعات فيروس العوز المناعي البشري، وزيادة احتمال تطوير فيروس يتمتع بميزة تطورية انتقائية تتفوق على الفيروسات الأخرى. وبتأثير الانتقاء الطبيعي تُصطفى الفيروسات الأكثر صلاحية، وتُقتل الفيروسات غير المقاومة بتأثير العلاج الدوائي. الفيروسات القادرة على تجنب الآثار الضارة للدواء تكوّن مجموعة جديدة تمامًا مقاومة للأدوية. تستمر الفيروسات المنتقاة في التكاثر حتى يصل الحمل الفيروسي للمريض إلى المستويات التي كان عليها قبل العلاج، فتنشأ دورة ينجح فيها العلاج في تقليل الحمل الفيروسي بدايةً، ولكنه يصبح أقل فعالية بعد ظهور السلالة المقاوِمة فتزداد مستويات الفيروس مرة أخرى.